# Wakeley
Wakeley är en by i civil parish Westmill, i distriktet East Hertfordshire, i grevskapet Hertfordshire i England. Byn är belägen 3 km från Buntingford. Wakeley var en civil parish 1858–1883 när det uppgick i Westmill. Civil parish hade 10 invånare år 1881. Byn nämndes i Domedagsboken (Domesday Book) år 1086, och kallades då Wachelei.